# هانس-یورگن ناومان
هانس-یورگن ناومان (به آلمانی: Hans-Jürgen Naumann) بازیکن فوتبال و مدافع اهل آلمان شرقی بود که از سال ۱۹۶۸ میلادی عضو تیم ملی فوتبال آلمان شرقی بوده‌است. وی در ۱ بازی ملی حضور داشته و در بازی‌های ملی‌اش گلی به ثمر نرساند. هانس-یورگن ناومان آخرین بازی ملی خود را در سال ۱۹۶۸ میلادی انجام داد.